# Australian Dictionary of Biography
De Australian Dictionary of Biography (ADB of AuDB) is een Australische co-operatieve onderneming opgericht aan de Australian National University (ANU). Het produceert een gelijknamige encyclopedie met biografische artikelen over vooraanstaande figuren uit de Australische geschiedenis.

## Geschiedenis
De onderneming ging in 1957 van start en in 1966 verscheen het eerste volume van de biografische encyclopedie. Sinds haar oprichting hebben meer dan 4.500 auteurs aan de encyclopedie bijgedragen. Ze schreven artikelen over meer dan 13.000 figuren die van belang of representatief waren voor het verloop van de geschiedenis van Australië. In 2012 werd het 18e volume uitgebracht.
Op 6 juli 2006 werd de onlineversie van de encyclopedie, de 'Australian Dictionary of Biography Online', door Michael Jeffery, de toenmalige gouverneur-generaal van Australië, gelanceerd. De website is een samenwerking tussen ADB en de 'Australian Science and Technology Heritage Centre' van de Universiteit van Melbourne. In december 2006 ontving de website de 'Manning Clark National Cultural Award'.
In juni 2008 werd aan de UNA de 'National Centre of Biography' (NCB) opgericht. De ADB werd er in ondergebracht.
| Volume(s)  | Publicatiedatum | Onderwerp                                                   |
| ---------- | --------------- | ----------------------------------------------------------- |
| 1 en 2     | 1966–67         | Australiërs die leefden in de periode 1788–1850             |
| 3 tot 6    | 1969–76         | Australiërs die leefden in de periode 1851–1890             |
| 7 tot 12   | 1979–90         | Australiërs die leefden in de periode 1891–1939             |
| 13 tot 16  | 1993–2002       | Australiërs die leefden in de periode 1940–1980             |
| 17 en 18   | 2007–2012       | Australiërs die leefden in de periode 1981-1990             |
| Supplement | 2005            | Australiërs die niet in de vorige volumes werden behandeld. |
| Index      | 1991            | Index voor de volumes 1 tot 12                              |

## Werkwijze
De ADB wordt geleid door de algemeen redacteur die het redactioneel bestuur voorzit. De algemeen directeurs sinds de oprichting van de ADB zijn:
- Professor Douglas Pike (1962-1974)
- Bede Nairn (1974-1984)
- Dr. Geoff Serle (1975-1987)
- Professor John Ritchie (1988-2002)
- Dr. Di Langmore (2001-2008)
- Professor Melanie Nolan (2008- )

Werkgroepen stellen aan de algemeen redacteur mogelijke onderwerpen en geschikte auteurs voor. De auteurs hoeven geen wetenschappers te zijn. De algemeen redacteur keurt vervolgens de opdrachten goed. De artikelen worden door de redacteurs, gekozen uit de werkgroepen en een groep academici, nagelezen en -gekeken. De geredacteerde artikelen worden terug ter goedkeuring aan de auteurs voorgelegd.
Artikelen over de meest vooraanstaande Australiërs zijn tussen 2.000 en 6.000 woorden lang. Andere belangrijke figuren hebben artikelen die variëren van 500 tot 2.000 woorden. Om een representatief beeld van de hele samenleving te vormen worden daarenboven artikelen geschreven over mensen van alle professies, uit alle sociale geledingen. Die laatste artikelen zijn gewoonlijk tussen 500 en 750 woorden lang.

## Kritieken
Slechts een tweehonderdtal artikelen behandelt Aborigines. Van de 1.182 artikelen in de eerste twee volumes behandelen slechts 8 artikelen Aborigines. Tegen 1981 waren acht volumes met 4.589 artikelen uitgebracht. Slechts 15 artikelen behandelden Aborigines. Pas op het einde van de 20e eeuw werd meer aandacht aan de inheemse bevolking geschonken. In 2017 behandelden 210 van de bijna 13.000 artikelen mannen en vrouwen met een Aboriginesafkomst. Wetenschappers met een Aboriginesachtergrond startten de 'Indigenous Australian Dictionary of Biography' op en schrijven aan 200 bijkomende artikelen.
In 2018 schreef Clinton Fernandes, een professor aan de Universiteit van New South Wales, een boek over slavernij en de kolonisatie van Australië. Volgens Fernandes laat de ADB informatie over slavernij uit de artikelen over de Australische pioniers weg.